# اشپیتال ام سمرینگ
اشپیتال ام سمرینگ (به آلمانی: Spital am Semmering) یک منطقهٔ مسکونی در اتریش است که در بروک مورتسوچلاگ واقع شده‌است. اشپیتال ام سمرینگ ۷۲٫۵۹ کیلومتر مربع مساحت دارد ۸۰۰ متر بالاتر از سطح دریا واقع شده‌است.